# Donji Karin
Donji Karin je vesnice a přímořské letovisko Chorvatsku v Zadarské župě, spadající pod opčinu města Benkovac. Nachází se u břehu Karinského moře, do kterého se zde vlévá říčka Karišnica, asi 15 km severovýchodně od Benkovac a asi 36 km východně od Zadaru. V roce 2021 zde žilo 152 obyvatel. V roce 1991 tvořili naprostou většinu obyvatel (98,05 %) Srbové.
Několikanásobně větší je sousední vesnice Gornji Karin, ta ovšem patří do jiné opčiny (Obrovac). Nachází se zde františkánský klášter a kostel Nanebevstoupení Panny Marie.